# ۷۸۱ (قمری)
۷۸۱ (قمری)، هفتصد و هشتاد و یکمین سال در گاهشماری هجری قمری است. اول محرم این سال برابر با بیست و هفتم آوریل سال ۱۳۷۹ میلادی است.